# Politique climatique de la France
La politique climatique de la France est la politique menée par le gouvernement de la France définissant les actions à entreprendre pour lutter contre le réchauffement climatique. Elle se traduit par un plan d'action stratégique, d'abord appelé plan climat puis stratégie bas carbone. Elle vise conjointement deux objectifs : l'atténuation du changement climatique et l'adaptation au changement climatique afin d'atteindre les objectifs fixés dans l'Accord de Paris (2015), à savoir le maintien de l'augmentation de la température moyenne de la planète bien en dessous de 2 °C par rapport aux niveaux préindustriels, et de préférence de limiter l'augmentation à 1,5 °C. Ceci se traduit pour la France par : 
- la réduction des émissions de gaz à effet de serre de 40 % entre 1990 et 2030. A horizon 2050, atteinte de la neutralité carbone sur le territoire national, sans recourir à la compensation, en divisant les émissions brutes par un facteur au moins égal à 6 par rapport à 1990 ;
- la réduction de la consommation énergétique finale de 50 % en 2050 par rapport à la référence 2012 en visant un objectif intermédiaire de 20 % en 2030 ;
- la réduction de la consommation énergétique primaire d’énergies fossiles de 40 % en 2030 par rapport à la référence 2012.

Le climat étant affecté à l'échelle planétaire, avec des impacts inégalement répartis, les politiques climatiques nationales intègrent des actions internationales et de coopération décentralisée.

## Histoire

### 1989-1997: premiers programmes, entre les mains de l'exécutif
Après la première grande conférence internationale sur le changement climatique se tient à La Haye en mars 1989, la Mission interministérielle de l'effet de serre (MIES) est créée en France par décret du 16 juin 1992. Dès l’origine, elle intègre les acteurs économiques, sociaux et associatifs à sa réflexion, dans un esprit de dialogue.
En février 1995, un premier « programme national de prévention du changement de climat » est élaboré et transmis à la COP 1 qui se tient à Berlin. Ce document décline les mesures mises en œuvre (économies d’énergie, taxe sur les carburants, sensibilisation aux économies d’énergie et à l’efficacité énergétique, développement d’un parc nucléaire…), qui ont permis à la France « de réduire ses émissions de CO2 par habitant entre 1980 et 1990 plus qu’aucun autre État membre de l’UE (- 26,5 % contre une moyenne communautaire de 19,3 % ». La réflexion est organisée autour de l’énergie et non du climat. La France est en effet réticente à prendre de nouvelles mesures dont elle prévoit que le coût de mise en œuvre sera plus élevé que dans les autres pays européens ou de l’OCDE en raison des efforts déjà accomplis. En novembre 1997, la France présente à la conférence de Kyoto sa « Seconde communication à la convention cadre sur le changement climatique ».

### 1997-2007: une ambition climatique
En ouverture de la 20e session du GIEC, le 19 février 2003, le Président Jacques Chirac évoque pour la première fois la nécessité de diviser les émissions mondiales de GES par deux, ce qui pour la France pouvait signifier une division par « quatre ou cinq » de ses émissions. Le Plan climat de 2004 définit un ensemble de mesures qui vient à répondre à cet objectif. Les collectivités se voient incitées à mettre en place des plans climat territoriaux dont la création est annoncée, avec l’appui de l’ADEME, pour 2005. Un pas décisif est franchi avec la loi de programme fixant les orientations de la politique énergétique (dite loi POPE) du 13 juillet 2005, qui officialise et consolide le lien entre politiques publiques de l’énergie et du climat. Elle indique dans son article 2 que « (…) La lutte contre le changement climatique est une priorité de la politique énergétique qui vise à diminuer de 3 % par an en moyenne les émissions de gaz à effet de serre de la France. Une première stratégie nationale d'adaptation au changement climatique est ensuite présentée en 2006.

### 2007-2012: climat et politique énergétique, un sujet environnemental de premier plan
L’année 2007 marque le début d’une évolution conséquente dans la politique française en matière de climat, qui se traduit d’abord au moment du Grenelle de l'environnement. Celui-ci aboutit à soixante et onze engagements qui concernent le bâtiment, les transports, l’urbanisme, la recherche, les instruments économiques dont la contribution climat-énergie, l’écotaxe poids-lourds, le bonus-malus automobile. La loi Grenelle 1 du 3 août 2009, votée à la quasi-unanimité, fixe des objectifs particulièrement ambitieux dans de nombreux secteurs de l’économie, dont les secteurs du bâtiment, des transports et de l’énergie. Après une phase de concertation au premier semestre 2010, est défini en 2011 le premier plan national d’adaptation au changement climatique qui couvre la période  2011-2015. Ce plan, intersectoriel et interministériel, vise à incorporer l’adaptation dans toutes les politiques publiques, via 20 domaines thématiques.

### 2012-2017: stratégie nationale bas carbone et accord de Paris
Le début du quinquennat de François Hollande est marqué par le Débat national sur la transition énergétique (DNTE) qui aboutit en 2015 à la loi relative à la transition énergétique pour la croissance verte. Elle définit un ensemble de mesures dont les trois premiers objectifs à moyen et long terme sont : réduire les émissions de gaz à effet de serre pour contribuer à l’objectif européen de baisse de 40 % de ces émissions en 2030 (par rapport à la référence 1990), diminuer de 30 % la consommation d’énergies fossiles en 2030 et ramener la part du nucléaire à 50 % de la production d’électricité en 2025.
En 2013, le gouvernement doit gérer un mouvement de protestation contre la redevance poids lourds votée par le gouvernement précédent et qui aboutit à son abandon. Une contribution climat énergie (CCE) ou taxe carbone est néanmoins instaurée en 2014.
En complément du Plan national d’adaptation 2011-2015, la feuille de route du volet  d'atténuation pour permettre à la France d’atteindre ses objectifs de réduction des émissions de GES est traduite dans la Stratégie nationale bas carbone (SNBC) votée en novembre 2015, juste avant la 21e conférence des parties (COP 21) à la convention-cadre des Nations unies sur les changements climatiques (CCNUCC) qui se tient à Paris et aboutit à l’Accord de Paris sur le climat. Cet accord historique ratifié par 197 pays engage les signataires dans des objectifs pour la première fois quantifiés.

### 2017-2022: du plan climat à la stratégie énergie climat
Présenté le 6 juillet 2017 par Nicolas Hulot, alors ministre de la transition écologique et solidaire, le plan climat a pour objectif d’accélérer la mise en œuvre de l'accord de Paris sur le climat qui a relevé l’ambition de l’action climatique de la France en fixant notamment l’objectif de neutralité carbone à l’horizon 2050 et de le rendre irréversible. Ce plan comporte certains engagements forts comme l’accélération de l’augmentation de la taxe carbone qui, conjuguée à un sentiment de délaissement de certains territoires et à une défiance vis-à-vis de la classe politique et des corps intermédiaires, fait naître en octobre 2018 à un mouvement de contestation général dénommé « mouvement des Gilets jaunes ». La taxe en question est gelée. Le plan prévoit également, entre autres, la rénovation thermique des bâtiments, la sortie des hydrocarbures et du charbon avant 2022, la définition d’une stratégie nationale de lutte contre la déforestation importée.
Durant le mouvement des Gilets jaunes, Emmanuel Macron annonce le 18 décembre 2018 l'organisation d'un grand débat, sur tout le territoire et ouvert à tous les Français, présenté comme un « outil consultatif de sortie de crise ». La transition écologique, première thématique du Grand débat, nécessite, en particulier à court terme, un accompagnement spécifique des Français, en particulier des ménages les plus vulnérables, et des entreprises, notamment les plus fragilisées. Une Convention citoyenne pour le climat est ainsi organisée en 2019. Elle débouche sur la loi climat et résilience qui est promulguée le 22 août 2021.
Sur le volet énergie, la loi Énergie Climat du 8 novembre 2019 fixe un objectif de division par six des émissions de gaz à effet de serre avant 2050. Elle est traduite par un plan de programmation pluriannuelle de l'énergie 2019-2028. Les plans d’adaptation et d’atténuation sont révisés en conséquence. Finalement une stratégie globale énergie et climat regroupant tous les plans est soumise à consultation en fin de quinquennat.
En 2019, ayant pris conscience de l'impact des émissions importées sur l'empreinte carbone de la France, le gouvernement français saisit le Haut Conseil pour le climat en lui demandant « une étude méthodologique approfondie pour mieux déterminer l’empreinte carbone des produits importés en France ». En octobre 2020, le Haut Conseil pour le climat publie un rapport intitulé « Maîtriser l'empreinte carbone de la France ». Le rapport propose plusieurs mesures pour réduire les émissions importées dont  :
- l'instauration d'un score carbone sur l'ensemble du cycle de vie d'un bien (de la production au recyclage éventuel), affiché sur les étiquettes des produits, mesure déjà proposée par la Convention citoyenne pour le climat ;
- l'accompagnement des entreprises : responsabilisation quant aux émissions importées par le biais de leurs chaînes de valeur, décarbonation par filière en utilisant des procédés industriels moins consommateurs d'énergie, par exemple ;
- la prise en compte des émissions importées dans les accords commerciaux et les engagements internationaux (accord de Paris), ces engagements ne devant pas mener à une augmentation des émissions mondiales par simple déplacement de la production ;
- l'inscription des émissions de gaz à effet de serre liées aux transports internationaux en particulier dans l'objectif national de neutralité carbone en 2050 ;
- l'accélération de la stratégie de lutte contre la « déforestation importée » (produits importés qui contribuent à la déforestation) ;
- au sein de l’Union européenne, la promotion des mesures de réduction des émissions importées et une évaluation des effets des politiques commerciales sur l'empreinte carbone.

La mise en œuvre du score carbone sur tous les produits de consommation et services fait également partie des propositions de la convention citoyenne pour le climat en 2020, faisant l'objet de l'article 2 de la loi Climat et Résilience promulguée le 22 août 2021. L'ADEME et l'AFNOR parlent d'Éco-score.

#### Consultation citoyenne sur la stratégie française énergie climat (2021-2022)
La stratégie française énergie-climat (SFEC) est la feuille de route actualisée de la France pour atteindre la neutralité carbone en 2050 et intégrer le nouvel objectif collectif de l'Union européenne de réduction des émissions nettes de gaz à effet de serre de -55 % entre 1990 et 2030. Elle regroupe :
- la loi de programmation énergie-climat (LPEC) qui doit être adoptée avant le 1er juillet 2023 ;
- la stratégie nationale bas carbone (SNBC) dont la 3e version (SNBC 3) est attendue avant 2024 ;
- la programmation pluriannuelle de l'énergie (PPE), dont la 3e version est attendue aussi avant 2024 ;
- le plan national d'adaptation au changement climatique (PNACC), dont la 3e version est attendue en 2023.

Une consultation est ouverte du 2 novembre 2021 au 15 février 2022 pour recueillir l'avis du public sur cette stratégie.

## Changement climatique en France

### Évolution de la température moyenne

Température moyenne annuelle en France métropolitaine - écart à la référence 1976-2005 (document de 2015).

La température moyenne à la surface de la Terre augmente depuis 1880. Ce réchauffement s'est produit depuis les années 1970, avec les 20 années les plus chaudes mesurées depuis 1981. Même si la décennie 2000 a connu une baisse de l’activité solaire, avec un minimum inhabituellement marqué durant la période 2007-2009, les températures de surface continuent à augmenter. La dernière décennie est de surcroît la plus chaude enregistrée depuis le milieu du XIXe siècle. Concernant la France, l'augmentation des températures au cours du XXe siècle est de l'ordre de 1 °C. Le réchauffement est légèrement plus marqué sur le Sud que sur le Nord du pays. La température a davantage augmenté en fin de nuit (température minimale) que le jour (température maximale). Les 10 années les plus chaudes du siècle sont toutes postérieures à 1988. Ce changement climatique a de nombreux impacts.
Pour estimer l'évolution de cette température moyenne et de ses impacts, a été créé en 2012 par les services de modélisation de Météofrance, DRIAS, un portail qui a pour vocation de mettre à disposition des projections climatiques régionalisées réalisées dans les laboratoires français de modélisation du climat (IPSL, CERFACS, CNRM-GAME) . Pour la modélisation sur la période 2006-2300, quatre scénarios de référence de l’évolution du forçage radiatif, dits scénarios RCP, ont été réalisés. Leur sélection a été effectuée par les scientifiques sur la base de 300 scénarios publiés dans la littérature. Le RCP 8.5, le plus pessimiste, n’est dépassé que par environ 10% des hypothèses envisagées, tandis que le plus favorable, le scénario RCP 2.6, ne dépasse que près de 10% d’entre elles. Un graphe de synthèse publié en 2015 par Météofrance est présenté ci-contre.

#### Quel scénario probable pour 2100?
Les projections climatiques produites par Météo France en 2021 prévoient une hausse des températures de 2,2 degrés en France en 2100 sur la base du scénario intermédiaire RCP 4-5 du sixième rapport d'évaluation du GIEC. Cependant, selon une étude publiée en octobre 2022 par plusieurs institutions scientifiques, dont le Centre national de la recherche scientifique (CNRS) et Météo France, publiées dans la revue Earth System Dynamics, l’élévation de température en France pourrait atteindre 3,8 degrés en 2100 sur la base de ce scénario, à savoir jusqu’à 50 % plus intense au cours du siècle que ce que montraient les précédentes estimations. Le réchauffement sera, dans tous les cas, plus fort l’été que l’hiver. Les étés pourraient ainsi être en moyenne 5,1 °C plus chauds qu’au début du XXe siècle, dans le scénario intermédiaire, mais jusqu'à +7,5 °C dans le cas du scénario RCP 7-0 et +8,9 °C dans le cas du scénario catastrophique RCP 8-5.

### Émission de gaz à effet de serre en France

Évolution par secteur des gaz à effet de serre en France entre 1990 et 2022.

Dans le cadre de la mission qui lui est confiée par le Ministère de la Transition écologique et solidaire, le CITEPA assure la réalisation des inventaires nationaux d'émissions de polluants atmosphériques et de gaz à effet de serre conformément aux engagements internationaux de la France, notamment vis-à-vis de l'Union européenne (UE) et des Nations unies (CEE-NU).
En 2021, la France (Métropole et Outre-mer inclus dans l'UE) a émis 414,8 Mt CO2e, hors puits de carbone, ce qui reste inférieur au niveau d’avant crise sanitaire (431,1 Mt CO2e en 2019), mais supérieur à 2020 (392,3 Mt CO2e) dont le faible niveau était lié à la crise sanitaire mondiale de la Covid-19. Ce rebond est particulièrement marqué pour les transports (+12,4 %) et pour l’industrie (+8,2 %). Entre 1990 et 2021, les émissions annuelles de gaz à effet de serre en France (Métropole et Outre-mer inclus dans l’UE ; hors secteur UTCATF) sont passées de 544 Mt CO2e en 1990 à 415 Mt CO2e en 2021, soit une baisse de 24 %.
En 2022, d’après les pré-estimations, les émissions de GES ont repris leur trajectoire à la baisse (-2,7%) après le rebond observé en 2021. Néanmoins, cette tendance globale résulte d’évolutions variables selon les secteurs. Le niveau pré-estimé sur l’année 2022, hors puits de carbone, s’élève à 403,8 Mt CO2e. Cette baisse est surtout imputable au secteur des bâtiments (-14,7%) avec une baisse de consommation de fossiles pour le chauffage ; mais aussi au secteur de l’industrie manufacturière (-6,4%). Les émissions de l’industrie de l’énergie ont en revanche augmenté en 2022 (+4,9%) dans un contexte d’indisponibilité de centrales nucléaires et de crise énergétique ; de même que les émissions du transport (+2,3%) qui poursuivent leur rebond.

## Cadre international

### Accords-cadres au niveau mondial

#### Convention-Cadre des Nations Unies sur les changements climatiques
La convention-cadre des Nations unies sur les changements climatiques (CCNUCC) est adoptée au cours du sommet de la Terre de Rio de Janeiro en 1992 par 154 États auxquels il faut ajouter la totalité des membres de la Communauté européenne. Elle est entrée en vigueur le 21 mars 1994, et le siège est à Bonn, en Allemagne. En 2021, 197 pays l'ont ratifiée dont la France qui l'a signée le 13 juin 1992 et ratifiée le 25 mars 1994. La CCNUCC fournit, dans le cadre de l'ONU, un cadre de coopération inter-gouvernemental sur la question des changements climatiques et de leurs impacts. Ses membres se réunissent annuellement lors des Conférences des parties (COP) pour discuter de sa mise en œuvre. L’objectif de la Convention est de « stabiliser, […] les concentrations de gaz à effet de serre dans l’atmosphère à un niveau qui empêche toute perturbation anthropique dangereuse du système climatique »,.

#### Protocole de Kyoto
Le Protocole de Kyoto, adopté en 1997 et approuvé par la France le 31 mai 2002, est le premier accord à rendre opérationnels les principes de la Convention-cadre des Nations unies sur les changements climatiques en obligeant les États à stabiliser et réduire les émissions de gaz à effet de serre, là où la Convention les y « invite ». Il leur fixe des objectifs contraignants de réductions d'émissions et à cette fin est accompagné de la mise en place de mécanismes de flexibilité, comme les permis négociables (chaque pays dispose d’un quota d’émissions de CO2, et les pays vertueux, polluant moins que prévu, peuvent revendre leurs droits aux pays moins vertueux ) ou les mécanismes de développement propres (consistant pour une entreprise d’un pays développé d’investir dans un pays moins développé pour le développement durable, permettant de récupérer les crédits du CO2 qui n’auront pas été émis grâce à cet investissement) .

#### Accord de Cancùn (2010)
L'Accord de Cancùn, adopté le 11 novembre 2010 lors de la Cop16 à Cancùn, réaffirme que l’adaptation doit être abordée avec le même niveau de priorité que l'atténuation et regroupe un ensemble de décisions et de mécanismes incitant à l’adoption de mesures concrètes comme le Cadre d’adaptation de Cancùn, le Comité pour l’adaptation, le Fonds vert pour le climat, un portail pour les plans et programmes nationaux d’adaptation, etc. L’objectif du Cadre d’adaptation de Cancùn est de renforcer la coopération internationale et d’améliorer la cohérence des actions d’adaptation. Le Fonds vert permet aux pays en développement de s'adapter au changement climatique. Cette proposition, soutenue par le Mexique, hôte de la conférence, doit également favoriser la protection des forêts tropicales et les partages des technologies propres comme le solaire ou l'éolien. L’Accord de Cancùn met également en place un processus permettant aux pays les moins développés (LDCs) et aux pays en développement intéressés de formuler et de mettre en œuvre des plans nationaux d’adaptations (NAPs) pour identifier et communiquer sur leurs besoins de moyen et long terme en matière d’adaptation,,.

#### Accord de Paris (2015)
L’Accord de Paris, premier accord international contraignant sur le climat, est adopté le 12 décembre 2015 par les 195 États Parties à la Convention à la COP21. Il est ratifié par la France le 5 octobre 2016. L'objectif à long terme de l'accord de Paris en matière de température est de maintenir l'augmentation de la température moyenne de la planète bien en dessous de 2 °C par rapport aux niveaux préindustriels, et de préférence de limiter l'augmentation à 1,5 °C, en reconnaissant que cela réduirait considérablement les impacts du changement climatique. Les émissions devraient être réduites dès que possible et atteindre le niveau net zéro dans la seconde moitié du XXIe siècle.

### Alliances internationales dont la France est partenaire

#### Partenariat France-Canada (2018-2019)
La France et le Canada partagent en 2018 un engagement commun pour la sauvegarde de la planète et l’avenir des générations futures. Celui-ci se traduit par neuf actions sur la période 2018-2019 : la réduction des émissions des secteurs du transport terrestre, maritime et aérien international, la promotion de l’efficacité énergétique, la tarification des émissions de carbone, la promotion des enjeux de développement durable dans les instances internationales, l'intégration du climat dans les actions d’aide au développement, la réduction des émissions dans les secteurs des forêts et de l’agriculture, le renforcement de la collaboration sur la science et le changement climatique ainsi que sur la recherche et l’innovation, le développement d’une finance verte et durable et la Promotion des stratégies d’adaptation aux changements climatiques et d’atténuation basées sur les écosystèmes et la nature.

#### Sortie du gaz et du pétrole: Alliance Boga (2021)
Le 11 novembre 2021, la France s’allie avec onze autres pays dans une coalition, appelée « Beyond Oil and Gas Alliance » (BOGA), visant à ne plus produire de pétrole et de gaz sur leur territoire, à promouvoir des actions en ce sens et à créer une communauté internationale de pratique sur cette question,,. Ces nations s’engagent à ne plus octroyer de nouvelles concessions et licences pour la production et l’exploration de pétrole et de gaz – avec effet immédiat. Elles décident de fixer une date de fin d’exploitation et d’exploration – pour les licences déjà en cours – des hydrocarbures sur leur territoire. Cette date, qui n’est pas encore déterminée pour de nombreux pays, devra être « alignée sur l’accord de Paris. La France quant à elle a déjà fixé une date de sortie des hydrocarbures en 2040.

#### Export Finance for Future (E3F) (2021)
Le 14 avril 2021, les gouvernements du Danemark, de la France, de l'Allemagne, des Pays-Bas, de l'Espagne, de la Suède et du Royaume-Uni lancent la coalition « Export Finance for Future » (E3F) pour faire du financement public des exportations un moteur essentiel de la lutte contre le changement climatique et assurer une transition vers une économie à faible émission de carbone. Cet accord vise à mettre fin, à un horizon encore indéfini, au financement public des projets impliquant des énergies fossiles à l’export,. En écho à cette alliance, la France rejoint, lors de la COP26, l’accord mettant fin au financement public à l’étranger de certains projets d’énergies fossiles dès fin 2022. Pour la France, cette déclaration concerne à la fois l’aide publique au développement bilatérale et les financements à l’export.

#### Déforestation: protection du bassin du Congo (2021)
Les dirigeants de 100 pays du monde s’engagent à arrêter d'ici 2030 la déforestation ainsi que la dégradation des terres d'ici à 2030 dans leurs pays respectifs, représentant plus de 85 % des forêts mondiales,. Dans le cadre de cet accord, douze pays, dont la France, s'engagent à mobiliser conjointement 8,75 milliards de livres (12 milliards de dollars) de fonds publics entre 2021 et 2025, auxquels devraient s’ajouter 5,3 milliards de livres (7,2 milliards de dollars) d'investissements privés. Parmi ces fonds, 1,1 milliard de livres (1,5 milliard de dollars) seront fléchés pour protéger le bassin du Congo, qui abrite la deuxième plus grande forêt tropicale du monde après l'Amazonie,.

#### Transition écologique de l'Afrique-du-Sud (2021)
Les États-Unis, la Grande-Bretagne, la France, l’Allemagne et l'Union européenne s'associent pour mobiliser 8,5 milliards de dollars [7,3 milliards d’euros] sur 3 à 5 ans pour soutenir la transition de l’Afrique du Sud, très dépendante du charbon, vers une économie à faible émission de CO2 et une société résiliente au changement climatique. Cet apport sera fait grâce à différents mécanismes comprenant des subventions, des prêts concessionnels, des investissements et des instruments de partage des risques, notamment pour associer le secteur privé,,.

#### Transport maritime ( 2021)
22 pays, dont la France, signent lors de la COP 26, la « Clydebank Declaration » visant à soutenir l'établissement de corridors verts (routes maritimes zéro émission) entre deux ports. Pour y parvenir, la déclaration s’appuie sur la collaboration internationale et la mise en place de partenariats entre les acteurs concernés : armateurs, ports, énergéticiens… L’objectif collectif des signataires est la mise en place d'au moins 6 corridors d’ici 2025,.

#### Transport aérien (2021)
22 pays, dont la France, signent le même jour l'« International Aviation Climate Ambition Coalition » (coalition sur l’ambition climatique de l’aviation internationale) visant à promouvoir des mesures spécifiques pour réduire les émissions du secteur aérien (carburants durables, régime de compensation et de réduction de carbone pour l’aviation internationale, nouvelles technologies),.

## Cadre européen

### Politique européenne

#### Pacte vert pour l’Europe (2019-2024)
La Commission européenne se fixe en décembre 2019 six priorités pour la période 2019-2024 dont la définition d’un « European Green Deal » — en français, Pacte vert pour l'Europe —, un ensemble d'initiatives politiques visant à rendre l'Europe climatiquement neutre en 2050 et à permettre une croissance économique dissociée de l’utilisation des ressources, où personne n’est laissé de côté . Il s’est traduit en particulier par l’adoption en juin 2021 de la loi européenne sur le climat .

#### Objectifs: réduction de -55% des GES en 2030, neutralité carbone en 2050
Le 6 octobre 2021, un an avant de fixer un nouvel objectif de réduction des émissions et en préalable à la COP 26 de Glasgow, les dirigeants de l'UE approuvent, lors d'une réunion du Conseil européen, l'objectif d'une réduction des émissions de gaz à effet de serre d'au moins 55 % d'ici 2030 et de parvenir d'ici 2050 à une Union européenne neutre pour le climat. Le pacte vert pour l'Europe établit le programme et la feuille de route permettant à l'UE de concrétiser ses ambitions en matière de climat. Afin d'atteindre cet objectif, l'UE révise l'ensemble de ses politiques et demande de faire de même à l'ensemble de ses membres, dans le cadre du paquet « Ajustement à l'objectif 55 »,« Fit for 55 » en anglais.

### Rapportages Climat de la France
Le cadre communautaire prévoit depuis 2015 que chaque État membre se dote d’une stratégie de développement à faible émission de GES et doit soumettre à échéances régulières des informations (on parle de « rapportage ») sur les politiques et mesures qu'elle met en œuvre ou prévoit, pour réduire ses émissions de GES et lui permettre ainsi de tenir ses engagements internationaux.

## Cadre national

### Cadre législatif et réglementaire
Le cadre législatif en vigueur de l'action de l'État comprend les lois cadres suivantes :
- 2015	Loi de transition énergétique pour la croissance verte (LTECV)
- 2019	Loi relative à l'énergie et au climat
- 2021	Loi portant lutte contre le dérèglement climatique et renforcement de la résilience face à ses effets

Diverses autres lois sectorielles viennent compléter le dispositif.

### Stratégie et planification
La traduction des engagements de la France sur le climat et l'énergie en documents de planification s'articule en deux volets, nécessaires et complémentaires : l'atténuation et l'adaptation. Le tableau suivant synthétique les principaux documents de stratégie et de planification.
| Niveau        | Atténuation                     | Adaptation                                                |
| ------------- | ------------------------------- | --------------------------------------------------------- |
| international | Accord de Paris sur le climat   | Accord de Paris sur le climat                             |
| européen      | Paquet climat-énergie           | Stratégie européenne d'adaptation au CC                   |
| national      | Stratégie nationale bas carbone | Stratégie nationale d'adaptation au changement climatique |
| national      | Stratégie nationale bas carbone | Plan national d'adaptation au changement climatique       |
| régional      | SRADDET                         | SRADDET                                                   |
| intercommunal | PCAET                           | PCAET                                                     |
| intercommunal | SCOT                            |                                                           |
| intercommunal | PLUI                            |                                                           |

Différents autres documents sectoriels ont des incidences sur les émissions des gaz à effet de serre : le plan de rénovation énergétique de l'habitat, le programme national de la forêt et du bois, le plan agroforesterie, le plan écophyto, la stratégie de développement de la mobilité propre incluse dans la PPE métropolitaine.
De même différents documents territoriaux ont également des incidences sur les émissions des gaz à effet de serre et viennent compléter le dispositif : le plan régional forêt bois, les schémas régionaux de biomasse, les plans de protection de l'atmosphère.

### Atténuation

#### Stratégie bas-carbone

Budgets carbone 2019-2023, 2024-2028 et 2029-2033 par secteur, tels qu'ils sont définis dans la Stratégie nationale bas carbone révisée en 2020 (SNBC 2).

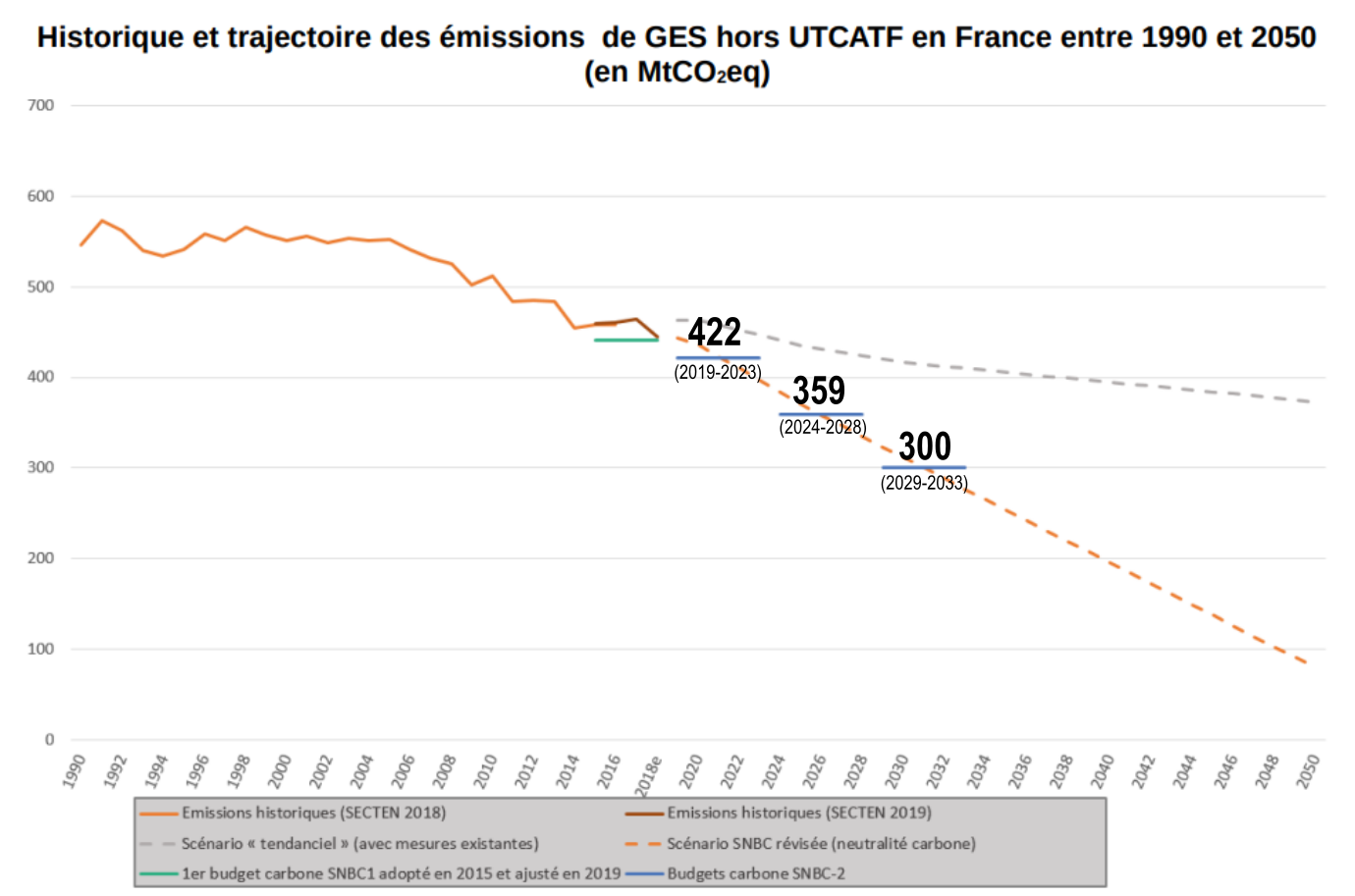
Historique et trajectoire des émissions de GES hors UTCATF en France entre 1990 et 2050, avec budgets carbones (SNBC2).

La stratégie nationale bas carbone (SNBC) est un outil de pilotage pour animer et suivre la politique de décarbonation de l’économie française et de transformation de son modèle énergétique. Elle définit des objectifs de réduction des émissions de gaz à effet de serre à l’échelle de la France à court/moyen terme – les budgets carbone, ou plafonds d’émissions à ne pas dépasser par périodes de cinq ans - et a deux ambitions : atteindre la neutralité carbone, c’est-à-dire zéro émissions nettes, à l’horizon 2050 (objectif introduit par le plan climat de juillet 2017 et inscrit dans la loi), et réduire l’empreinte carbone des Français, avec un objectif intermédiaire défini par la LTECV de réduction de 40 %, par rapport à 1990, à l’horizon 2030, conformément aux objectifs européens définis dans la « cadre sur le climat et l’énergie à l’horizon 2030 » de 2014. La stratégie et les budgets carbone sont juridiquement opposables pour le secteur public, principalement par un lien de prise en compte,.
Les trois premiers budgets carbone ont été adoptés par décret en 2015 en même temps que la première stratégie nationale bas carbone. Le bilan provisoire du solde du premier budget carbone 2015-2018 indique un dépassement estimé à 65 Mt CO2eq sur l’ensemble de la période, soit un dépassement annuel moyen d’environ 16 Mt CO2eq par an. Les émissions de GES n’ont décru que de 1 % par an en moyenne entre 2015 et 2018, alors que le scénario SNBC 2015 projetait une diminution de 2,2% par an en moyenne sur cette période, ceci serait principalement dû au faible prix des énergies.
La SNBC est révisée en mars 2020 sous la dénomination SNBC 2, pour tenir compte du rehaussement de l’ambition via un objectif de neutralité carbone à l’horizon 2050 énoncé par le Plan climat de juillet 2017. À celui-ci s’ajoutent les principaux objectifs de la LTECV, déjà intégrés dans la précédente SNBC, qu’ils soient transversaux, comme l’objectif de réduction de 50 % de la consommation d’énergie finale en 2050 par rapport à la référence de 2012, ou sectoriels. Le budget carbone pour la période 2019-2023 s’élève à 422 MtCO2e/an en moyenne. La moyenne des émissions pré-estimées par le CITEPA en mars 2023 sur la période 2019-2022 s’élève à 413 Mt CO2, sous-réserve de la consolidation des estimations. La tendance indique donc un probable respect de ce budget carbone, sous-réserve de la valeur de 2023. Ce recul est toutefois lié à des facteurs conjoncturels, notamment un hiver très doux et des prix élevés de l’énergie. Malgré ces résultats encourageants, le Haut-Conseil pour le climat note que la France connaît un retard dans sa trajectoire de réduction d’émissions, dont le rattrapage impliquera une accélération du rythme de baisse des émissions par rapport aux projections initiales: le rythme annuel de réduction doit ainsi doubler pour atteindre - 4,7 % par an en moyenne entre 2022 et 2030.

#### Programmation pluriannuelle de l’énergie (PPE)
La Programmation pluriannuelle de l'énergie (PPE) de métropole continentale exprime les orientations et priorités d’action des pouvoirs publics pour la gestion de l’ensemble des formes d’énergie sur le territoire métropolitain continental, afin d’atteindre les objectifs de la politique énergétique définis dans le code de l’énergie. Elle doit être compatible avec la SNBC (Article L141-1 du code de l’énergie). La PPE est encadrée par la loi du 17 août 2015. La PPE pour la Corse a été approuvée par décret en décembre 2015. Les PPE pour la Guyane, la Guadeloupe, Mayotte ont été approuvées en 2017.

### Adaptation

#### Stratégie nationale d'adaptation de la France
Adoptés an 2006, les objectifs de la stratégie nationale d’adaptation sont de sous-tendre l'ensemble des démarches préconisées en matière d'adaptation au changement climatique, à savoir :
- agir pour la sécurité et la santé publique ;
- tenir compte des inégalités sociales ;
- limiter les coûts, tirer parti des avantages ;
- préserver le patrimoine naturel.

L'adaptation doit être prise en compte au sein de tous les métiers et dans tous les secteurs  économiques, sociaux et environnementaux comme l'eau, les risques, la santé, la biodiversité, l'agriculture, l'énergie et l'industrie, les transports, le bâtiment et l'habitat, le tourisme.

#### PNACC 1 (2011-2015)
Le premier plan national d'adaptation au changement climatique (PNACC) pour la période 2011-2015 est adopté en 2011. Ce plan, intersectoriel et interministériel, vise à incorporer l’adaptation dans toutes les politiques publiques, via 20 domaines thématiques :  santé, eau, biodiversité, risques naturels, agriculture, forêt, pêche et aquaculture, tourisme, énergie et industrie, infrastructures et services de transport, urbanisme et cadre bâti, information, éducation et formation, recherche, financement et assurance, littoral, montagne, action européenne et internationale et gouvernance, et actions transversales. 5 à 6 actions sont retenues par thématique, regroupant chacune plusieurs mesures concrètes.

#### PNACC 2 (2018-2022)
Un deuxième plan est produit pour la période 2017-2022, après évaluation du premier en 2015, pour adapter les territoires de la France métropolitaine et outre-mer aux changements climatiques régionaux cohérents avec l’objectif de long terme de l'Accord de Paris sur le climat.

#### PNACC 3 (2024-2028)
Deux scénarios, issus des prévisions du sixième rapport d'évaluation du GIEC, sous-tendent la préparation du troisième plan national d'adaptation au changement climatique : un réchauffement à 2 °C et un à 4 °C (par rapport à l'ère préindustrielle) pour la France, ce qui signifierait, dans le premier cas, le respect de l’objectif de l'accord de Paris et, dans le second, son dépassement dans un contexte de « politique inchangée ». Ces 4 °C pour la France correspondent à la moyenne mondiale de 3 °C de réchauffement dans l’un des scénarios du GIEC (scénario intermédiaire SSP2-4,5). Sachant que la hausse du thermomètre planétaire atteint déjà 1,2 °C, et 1,7 °C pour la France.

## Politiques transversales

### Consommation d'énergie, premier pilier transversal de la transition énergétique
En 2017, la consommation d’énergie représentait 76 % des émissions de gaz à effet de serre françaises. C’est pourquoi le respect de  l’atteinte de la neutralité carbone à l’horizon 2050 dépend de la capacité de la France à décarboner totalement le secteur de l’énergie et développer des puits de carbone pour compenser les émissions de gaz à effet de serre non évitables.
En 2018, la consommation finale d’énergie par secteur et par vecteur en 2018 (TWh) se répartissait de la façon suivant selon le bilan de l’énergie : 
|             | Charbon | Produits pétroliers raffinés | Gaz (PCI) | EnR Thermiques et déchets | Electricité | Chaleur vendue | Total | %    |
| ----------- | ------- | ---------------------------- | --------- | ------------------------- | ----------- | -------------- | ----- | ---- |
| Industrie   | 13      | 28                           | 115       | 21                        | 124         | 18             | 318   | 19,5 |
| Transports  |         | 453                          | 2         | 40                        | 10          | 0              | 504   | 31   |
| Résidentiel | 0       | 57                           | 133       | 108                       | 160         | 16             | 473   | 29,1 |
| Tertiaire   | 0       | 36                           | 89        | 10                        | 137         | 10             | 282   | 17,3 |
| Agriculture |         | 37                           | 3         | 2                         | 8           | 0              | 50    | 3,1  |
| Total       | 13      | 610                          | 341       | 180                       | 439         | 44             | 1628  |      |
| %           | 0,8     | 37,5                         | 20,9      | 11,1                      | 27          | 2,7            |       |      |

## Politiques sectorielles

### Transports
En 2015, le secteur des transports a contribué à hauteur de 29,7 % aux émissions de gaz à effet de serre françaises. Les enjeux sont particulièrement importants pour le mode routier qui représente à lui seul 93,0 % des émissions du secteur des transports. Le CO2 est le principal gaz à effet de serre émis par les transports (96,7 %), suivi des gaz fluorés (2,0 %). Les mesures mises en œuvre pour réduire les émissions de CO2 des transports visent principalement à améliorer l’efficacité énergétique des véhicules neufs du transport routier, à encourager le développement des véhicules à faibles émissions, à favoriser le développement des biocarburants et autres carburants alternatifs, et à soutenir le report modal.

### Agriculture
Le Haut Conseil pour le climat publie le 25 janvier 2024 un rapport sur l'agriculture et l'alimentation, qui constate que le secteur agricole, et plus largement alimentaire, est très en retard dans sa trajectoire de baisse des émissions de gaz à effet de serre et que les politiques publiques censées accompagner la transition climatique des agriculteurs sont mal calibrées. Les émissions de gaz à effet de serre du système alimentaire dans son ensemble (production agricole, transformation des aliments, transport, consommation) représentent 22 % de l'empreinte carbone de la France, et les objectifs de baisse sont ambitieux : -50 % d'émissions d'ici à 2050. Les émissions du seul secteur agricole s'élevaient à 18 % du total en France en 2021, principalement constitué de méthane et de protoxyde d'azote. Pour pouvoir tenir les objectifs fixés, le Haut Conseil estime qu'il faudrait réduire la consommation de protéines animales des Français d'au moins 30 % d'ici à 2050 et diminuer le recours à l'azote minéral dans les cultures de 40 % à 100 %. Le Haut Conseil estime que « le Plan stratégique national de la France n'est pas conçu ni dimensionné pour permettre aux agriculteurs et aux éleveurs de réduire les émissions de gaz à effet de serre » et sa présidente Corinne Le Quéré considère que « la PAC n'est pas conçue pour permettre aux agriculteurs de s'adapter au changement climatique, elle contribue plutôt au statu quo ».

## Investissements climat en France
Les investissements climat ont été portés de 47 à 84 milliards d’euros entre 2011 et 2021. Ils  ont notamment fortement augmenté en 2021 (de 18 Mrd€ par rapport à 2020), mais cette hausse reste fragile. Les montants publics et privés investis s’élèvent à 84 Mrd€ en 
2021 sur un périmètre qui inclut la production et le transport d’énergie, les bâtiments et la mobilité, tant pour les infrastructures que les véhicules.

Évolution des financements climats en France entre 2011 et 2021.

L'atteinte des objectifs de la SNBC nécessitera une forte augmentation des investissements publics et privés en faveur du climat. Plusieurs institutions et organismes quantifient les montants nécessaires pour mettre en œuvre la SNBC, notamment I4CE, l'Ademe (février 2022), Rexecode (mai 2023) et le rapport de Jean Pisani-Ferry et Selma Mahfouz (mai 2023). Malgré des différences méthodologiques, toutes les études s’accordent sur le fait que les investissements climat tels qu’ils apparaissent en 2022 sont insuffisants pour atteindre les objectifs de la SNBC 2. Les besoins d’investissements publics et privés supplémentaires peuvent être estimés à au moins 22 Mrd€ supplémentaires par an entre 2021 et 2030 selon I4CE, et atteindre jusqu’à 100 Mrd€ bruts en 2030 selon la mission Pisani-Ferry,.

## Institutions

### Organes exécutifs

#### Conseil de défense écologique
Le Conseil de défense écologique est un Conseil des ministres restreint réunissant les principaux ministres chargés de la transition écologique, présidé par le président de la République et ayant pour but de fixer des priorités en matière de transition écologique, de les inclure dans l'action des ministères concernés et de vérifier leur mise en œuvre. Annoncé par le président de la République française, Emmanuel Macron, lors de sa conférence de presse du 25 avril 2019 faisant suite au grand débat national, le conseil est créé par décret le mois suivant à la suite du Conseil des ministres du 15 mai 2019.

#### Secrétariat général à la planification écologique
Le secrétariat général à la planification écologique est une structure créée en juillet 2022. La transition écologique ayant été hissée au rang de « deuxième priorité » pour les « cent jours » évoqués par Emmanuel Macron en avril 2023, cette structure est amenée à jouer un rôle déterminant.

### Instances consultatives

#### Conseil national de la transition écologique
Le Conseil national de la transition écologique (CNTE) est une commission administrative à caractère consultatif française créée en août 2013 en complément du Conseil national du développement durable (CNDD) et qui a pris le relais du Conseil national du développement durable et du Grenelle de l'environnement (CNDDGE). Il élabore et suit la stratégie nationale de développement durable pour accompagner la transition énergétique et écologique jugée depuis le sommet de la Terre de Rio (juin 1992) nécessaire à la soutenabilité du développement économique, social, culturel et environnemental des sociétés et des nations.

#### Accélérateur de la transition écologique (AcTE)
L’accélérateur de la transition écologique (AcTE) est un comité de personnalités qualifiées mis en place en mars 2018 par Nicolas Hulot, alors ministre de la Transition écologique et solidaire, visant à mettre en œuvre les grands objectifs de la politique écologique, climatique et énergétique de la France, tels que définis dans le Plan Climat. Présidé par Jean-Dominique Senard, Président du groupe Michelin, le comité AcTE était composé de personnalités qualifiées, notamment expertes du monde économique et de la recherche. Le comité devait organiser plusieurs fois par an des séminaires de haut niveau, visant à réunir notamment les ministres et ministères concernés et compétents, des représentants du monde économique et les membres du conseil national de la transition écologique. Un seul séminaire se tient le 10 juillet 2018 sur le thème « zéro émission nette en 2050 : quelles trajectoires, quelles conséquences ? ». Avec le départ de Nicolas Hulot fin août 2018, le comité cesse son activité.

#### Haut conseil pour le climat
Le Haut Conseil pour le Climat (HCC) est une instance consultative indépendante, créée en novembre 2018, placée auprès du Premier ministre et composée au plus de douze membres experts nommés par décret. Il est chargé d’apporter un éclairage indépendant sur la politique du Gouvernement en matière de climat, en particulier sur le niveau de compatibilité des différentes politiques publiques du pays vis-à-vis de l’accord de Paris sur le climat. Il peut être saisi par le Gouvernement, le président de l'Assemblée nationale, le président du Sénat ou à sa propre initiative.

### Agence de la transition écologique
En juin 2020, l'Agence de l'environnement et de la maîtrise de l'énergie (Ademe), un établissement public à caractère industriel et commercial français créé en 1991,, devient l'agence de la transition écologique.

## Justice climatique

### Recours et décisions de justice
Les contentieux climat à l’encontre des gouvernements se multiplient dans le monde. D’après un bilan du Grantham Institute publié en juillet 2019, 1 300 cas étaient recensés dans le monde, dont six en France.

#### L'«Affaire du siècle»
En mars 2019, quatre ONG (Notre affaire à tous, Greenpeace France, Oxfam France et la Fondation Nicolas Hulot), soutenues par près de 1,8 million de signataires d’une pétition en ligne, engagent une action en justice contre l'État pour dénoncer « l'inaction climatique » de l'État devant la justice,. Le 3 février 2021, le tribunal administratif de Paris condamne l'État pour « carences fautives à mettre en œuvre des politiques publiques lui permettant d'atteindre les objectifs de réduction des émissions de gaz à effet de serre qu'il s'est fixés ». Après supplément d'instruction, le 14 octobre 2021, le tribunal donne raison aux défenseurs de l'environnement de « l'Affaire du siècle ». Il relève en effet que le plafond d’émissions de gaz à effet de serre fixé par le premier budget carbone pour la période 2015-2018 a été dépassé de 62 millions de tonnes « d’équivalent dioxyde de carbone » (Mt CO2eq). L'évaluation du préjudice se faisant à la date du jugement, le tribunal relève que la réduction substantielle des émissions de gaz à effet de serre en 2020, bien que liée de façon prépondérante aux effets de la crise sanitaire de la covid-19 et non à une action spécifique de l’Etat, doit être prise en compte. Il condamne ainsi l'État à la réparation du préjudice constaté de 15 MtCo2eq au plus tard au 31 décembre 2022 au plus tard, sans toutefois assortir cette injonction d’une astreinte,.
Le 14 juin 2023, trois des quatre organisations à l’initiative de l’Affaire du Siècle (Notre Affaire à tous, Greenpeace France et Oxfam France) déposent un nouveau mémoire au tribunal administratif de Paris. Affirmant que l’État n’a pas pris toutes les mesures nécessaires pour réparer le préjudice écologique, elles demandent au tribunal d’exiger de l’État qu’il prenne des mesures supplémentaires et de prononcer une astreinte financière de 1,1 milliard d’euros pour les neuf premiers semestres de retard déjà cumulés (122 millions d’euros pour chaque semestre de retard supplémentaire). Les ONG s’appuient sur la méthode Quinet, du nom d’un haut fonctionnaire ayant publié en 2019 un rapport évaluant « la valeur de l’action pour le climat » à 250 € par tonne de CO2 en 2030. L’objectif de cette démarche est d’obliger le Gouvernement à prendre des mesures structurelles de réduction des émissions de GES ,.

#### Affaire de Grand-Synthe
Damien Carême, maire écologiste de Grande-Synthe (Nord), annonce le 23 janvier 2019, qu’il engage un recours contre l’État pour « non-respect de ses engagements climatiques » devant le Conseil d'État. Implantée sur un sol argileux, la ville est en effet, selon ses élus, particulièrement vulnérable aux risques liés au réchauffement climatique, notamment de submersion marine et d'inondation. La ville de Paris, la ville de Grenoble, les associations Oxfam France, Greenpeace France, Notre Affaire à Tous, et la Fondation pour la Nature et l'Homme interviennent en soutien de la démarche du maire. En novembre 2020, le Conseil d'État donne trois mois au gouvernement pour prouver que la trajectoire de réduction des gaz à effets de serre pour 2030 (- 40 % par rapport à 1990) pourrait être respectée sans mesures supplémentaires. Le gouvernement fournit des éléments supplémentaires qui ne convainquent toutefois pas le juge du Conseil d'État qui, le 1er juillet 2021, reconnaît l'insuffisance de la politique climatique gouvernementale pour atteindre les objectifs fixés et ordonne à l’État de prendre, d’ici le 31 mars 2022, des mesures supplémentaires pour atteindre ces objectifs de réduction des émissions de gaz à effet de serre. L'État prend acte de cette décision et précise que cet engagement se traduira notamment par les actions suivantes, :
- la publication rapide de l'ensemble des textes d'application de la loi "Climat et Résilience" dès lors que celle-ci aura été adoptée par le Parlement ;
- un engagement politique fort dans l'adoption des nouvelles mesures en cours de discussion au niveau européen et qui couvrent un large champ d'émissions (industrie, transport, aviation, transport maritime). Cet engagement se traduira par une large priorité accordée à la négociation de ce cadre européen lors de la présidence française de l'Union Européenne qui débutera le 1er janvier 2022.

Soutenant que les mesures prises par le Gouvernement ne permettent pas d’assurer l’exécution complète de la décision du 1er juillet 2021, la commune de Grande-Synthe, la ville de Paris, ainsi que les associations Notre Affaire à Tous, Oxfam France, la Fondation pour la nature et l’Homme et Greenpeace France, saisissent de nouveau le Conseil d’Etat, en lui demandant :
- de constater que sa décision du 1er juillet 2021 n'a pas été exécutée à la date du 31 mars 2022,
- de prononcer une astreinte à l’encontre de l’État français (pour non-respect de ses objectifs climat) s'il ne justifie pas avoir pris les mesures de nature à assurer l'exécution de la décision du 1er juillet 2021.

Le Conseil d’Etat rend ainsi une nouvelle décision, le 10 mai 2023, dans laquelle il estime que, si des mesures supplémentaires ont bien été prises et traduisent la volonté du Gouvernement d’exécuter la décision, il n’est toujours pas garanti de façon suffisamment crédible que la trajectoire de réduction des émissions de GES puisse être effectivement respectée, notamment en prenant en compte le fait que l'Union Européenne a renforcé son objectif de réduction global pour 2030, en le faisant passer de -40 % à -55 % par rapport à 1990. De ce fait, le Conseil d'Etat enjoit à la Première Ministre de prendre toutes les mesures supplémentaires utiles pour rendre compatible le rythme de diminution réelle des émissions de GES avec la trajectoire de réduction de ces émissions fixée par les budgets carbone en vue d’atteindre les objectifs de réduction fixés pour 2030 et ce, avant le 30 juin 2024. Aucune astreinte n'est prononcée, l’Etat est toutefois condamné à verser à la commune de Grande-Synthe et à la ville de Paris la somme globale de 4 000 € (soit 2000 € chacune).